# 卡米萨诺维琴蒂诺
卡米萨诺维琴蒂诺（義大利語：Camisano Vicentino），是意大利威尼托大区维琴察省的一个市镇。总面积30平方公里，人口10461人，人口密度348.7人/平方公里（2009年）。国家统计（ISTAT）代码为024021。

## 友好城市
- 希腊Archea Olympia（義大利語：Archea Olympia） 2000年
- 巴拉圭奥林波堡 2011年